# Journal de l'École polytechnique
Pour les articles homonymes, voir JEP.
Le Journal de l'École polytechnique (JEP) est une revue scientifique française, publiée par le Conseil d'instruction de l'École polytechnique, et qui paraît de 1794 à 1939. De grands noms de la science, comme Coriolis, Cauchy, Malus publient leurs résultats dans cette revue. Le journal renaît en 2013.

## Objectifs et contenus
Le Journal de l’École polytechnique avait pour but de présenter de manière pédagogique certains des aspects les plus importants des travaux réalisés à l’École, à la fois dans le cadre des cours et des recherches faites par les élèves, de sorte que d’autres établissements d’enseignement à travers le pays et au-delà des frontières soient en mesure de répliquer immédiatement ces travaux. Il s’agissait d’encourager les applications pratiques des découvertes scientifiques diffusées. Élèves et instructeurs et autres agents pouvaient publier des articles dans le Journal, à condition « qu’ils contiennent des vérités utiles à répandre, ou des nouveautés propres à faire avancer les lumières générales », comme précisé dans son avant-propos.

## Historique du nom de la revue
Le JEP portera différents noms en fonction de l'appellation de l'école, mais reste globalement connu sous le nom de Journal de l'École polytechnique. Le catalogue de la BnF recense les autres noms suivants :
- Journal polytechnique ou Bulletin du travail fait à l'École centrale des travaux publics, 1er cahier (an 3, germinal) (mars 1795) ;
- Journal de l'École polytechnique ou Bulletin du travail fait à cette École, 2e cahier (an 3, floréal/ prairial) – 6e cahier (an 7, thermidor) (1795 - juillet 1799) ;
- Journal de l'École royale polytechnique, 18e cahier (1820, janvier) – 31e cahier (1847) ;
- Journal de l'École impériale polytechnique, 35e cahier (1853) – 43e cahier (1870).